# خووپکوو (استان ماسوویان)
خووپکوو (به لهستانی:  Chłopków) یک روستا در لهستان است که در گمینا پلاتروو واقع شده‌است. خووپکوو ۲۷۰ نفر جمعیت دارد.